# Dracophyllum
Dracophyllum é um género botânico pertencente à família Ericaceae.